# Gentiana ligustica
Gentiana ligustica là một loài thực vật có hoa trong họ Long đởm. Loài này được R.Vilm. & Chopinet mô tả khoa học đầu tiên năm 1954 publ. 1956.